# Christian Dalger
Christian Dalger (Nimes, Francia; 19 de diciembre de 1949 – 1 de julio de 2023) fue un futbolista y entrenador francés de fútbol que jugó en la posición de delantero.

## Carrera

### Club
| Periodo   | Club      | Apariciones | Goles |
| --------- | --------- | ----------- | ----- |
| 1966-1971 | SC Toulon | 137         | 28    |
| 1971-1982 | AS Monaco | 331         | 89    |
| 1982-1985 | SC Toulon | 110         | 50    |

### Selección nacional
Jugó para Francia en seis ocasiones de 1974 a 1978 y anotó dos goles; participó en la Copa Mundial de Fútbol de 1978.

### Entrenador
| Periodo   | Club                |
| --------- | ------------------- |
| 1985-1986 | SC Toulon           |
| 1986-1988 | FC Grenoble         |
| 1990-1997 | ES Vitrolles        |
| 1997      | EP Manosque         |
| 1997-1998 | Sporting Toulon Var |
| 1999-2000 | FC Martigues        |
| 2001      | CA Maurienne        |
| 2002-2003 | Malí                |
| 2005      | US Marignane        |
| 2006-2009 | US Marignane        |
| 2009      | RC Kouba            |
| 2010      | US Le Pontet        |
| 2012-2013 | US Marignane        |

## Logros

### Jugador
- Ligue 1 (1): 1978
- Copa de Francia (1): 1980
- División 3 de Francia (1): 1981

### Individual
- Goleador de la Ligue 2 en 1983 (18 goles).